# Mahu (Polinesia Francesa)
Mahu es una comuna asociada de la comuna francesa de Tubuai que está situada en la subdivisión de Islas Australes, de la colectividad de ultramar de Polinesia Francesa.

## Composición
La comuna asociada de Mahu comprende una fracción de la isla de Tubuai y el motu más próximo a dicha fracción:
| Comuna asociada de Mahu       |                  |                  |                    |
| Fracción de la isla de Tubuai | Población (2012) | Superficie (km²) | Densidad (hab/km²) |
| Mahu                          | 571              | -                | -                  |
| Islote                        | Población (2012) | Superficie (km²) | Densidad (hab/km²) |
| Iriiriroa                     | -                | -                | -                  |

## Demografía
| Gráfica de evolución demográfica de Mahu entre 1977 y 2012 |
|                                                            |

Fuente: Insee